# Stéphane Sorlat
Pour les articles homonymes, voir Sorlat.
Stéphane Sorlat est un producteur et distributeur de cinéma français, fondateur des sociétés BAC Films, Paradis Films, Mate Production (Madrid), Zahorimedia, et Mondex et Cie.

## Biographie
Stéphane Sorlat est diplômé de l'École des hautes études en sciences de l'information et de la communication - Celsa et titulaire d'une maîtrise de littérature Anglo-américaine de l'Institut Charles V (Université Paris-Diderot).
En 1981, il est nommé délégué d'Unifrance Films au Mexique puis en 1982 délégué général pour l'Amérique Latine, dirigeant les bureaux de Mexico, Rio de Janeiro et Buenos Aires.
En 1984, il crée Paradis Films aux côtés de Éric Heumann et Jean Labadie, en 1986 ils cofondent la société de distribution BAC Films.
En 1992, il crée la société Mate Production (Madrid) avec Mate Cantero.
En 2005, il fonde la société Zahorimedia (Madrid) avec Toshihiko Fukuda et le groupe japonais Oricon.
Depuis 2012, il dirige la société Mondex et Cie
En 2020, il est membre du jury du festival international du film de Valladolid.
Il est membre de l'académie du cinéma européen EFA 

## Filmographie partielle
- 1986 : Le Diable au corps (Il diavolo in corpo) de Marco Bellocchio (coproducteur)
- 1987 : Les Lunettes d'or (Gli occhiali d'oro) de Giuliano Montaldo (coproducteur)
- 1987 : Noyade interdite de Pierre Granier-Deferre (producteur)
- 1988 : La Couleur du vent de Pierre Granier-Deferre (producteur)
- 1988 : Paysage dans le brouillard de Theo Angelopoulos (producteur)
- 1989 : Les Bois noirs de Jacques Deray (producteur)
- 1989 : La Salle de bain de John Lvoff (producteur)
- 1996 : l'Appartement de Gilles Mimouni (coproducteur)
- 1997 : La Femme de chambre du Titanic de Bigas Luna (producteur)
- 1999 : Volaverunt de Bigas Luna (producteur)
- 1999 : Est-Ouest de Régis Wargnier (coproducteur)
- 2002 : La virgen de la lujuria (es) d'Arturo Ripstein (producteur)
- 2002 : L'Auberge espagnole de Cédric Klapisch (coproducteur)
- 2003 : Sansa de Siegfried (coproducteur)
- 2004 : Ma Mère de Christophe Honoré (coproducteur)
- 2006 : Azur et Asmar de Michel Ocelot (coproducteur)
- 2015 : Zonda, folclore argentino (es) de Carlos Saura (coproducteur)
- 2016 : Le mystère Jérome Bosch de José Luis López-Linares (coproducteur)
- 2018 : El reino de Rodrigo Sorogoyen (coproducteur)
- 2018 : À la recherche d'Ingmar Bergman de Margarethe von Trotta (producteur)
- 2022 : À l'ombre de Goya par Jean-Claude Carrière de José Luis Lopez Linares (producteur délégué)
- 2024 : Vélasquez et le secret des Ménines (producteur et réalisateur)